# Serena Grandi
Serena Grandi, pseudonimo di Serena Faggioli (Bologna, 23 marzo 1956), è un'attrice e personaggio televisivo italiana.
Ha raggiunto la massima popolarità negli anni ottanta grazie alla partecipazione ad alcune delle più famose pellicole del cinema erotico italiano, in cui aveva modo di mostrare le proprie procaci forme da pin-up.

## Biografia

### Gli inizi
Dopo le scuole dell'obbligo si diplomò come programmatrice informatica e, seguendo corsi di lingua inglese, fu assunta in un laboratorio di analisi. Con il sogno della recitazione partì ventenne per Roma con destinazione Cinecittà. Dopo aver seguito corsi di dizione e recitazione, partecipò ad alcuni stage con registi americani, dove imparò a destreggiarsi in un set, e incominciò a ottenere le prime parti in pellicole come Tranquille donne di campagna, La compagna di viaggio, Teste di quoio, Pierino colpisce ancora, Pierino la peste alla riscossa!, Sturmtruppen 2 - Tutti al fronte, Acapulco, prima spiaggia... a sinistra e nell'episodio L'imbiancone della miniserie televisiva Sogni e bisogni di Sergio Citti in onda su Rai 2 in cui recitò assieme a Carlo Verdone.
Entrò a far parte anche del fantasy Le avventure dell'incredibile Ercole di Luigi Cozzi, avente come protagonista Lou Ferrigno, e dell'horror cult Antropophagus di Joe D'Amato. Nel frattempo lavorava anche in una piccola televisione locale romagnola, Telesanterno. Nei primi anni di carriera cinematografica utilizzò gli pseudonimi Daria Norman e Vanessa Steiger (in Antropophagus). Il cognome Grandi, adottato poi all'interno del suo definitivo nome d'arte, era quello di sua madre da nubile.
Una delle prime volte che la si ricorda con il nome di Serena Grandi è in una partecipazione al sexy-varietà di seconda serata di Rai 2 Il cappello sulle ventitré, in cui eseguì alcuni strip tease. Nei primi anni di carriera ebbe modo di lavorare anche con Roberto Benigni in Tu mi turbi, in cui aveva un piccolo ruolo, e con il regista Eriprando Visconti, che la diresse in Malamore, film in cui interpretava una prostituta di un bordello d'alto bordo.

### Il successo
Nel 1985 l'incontro con il regista Tinto Brass, che la scelse come protagonista del film erotico Miranda, le fece conquistare la notorietà e il successo. Nell'immaginario collettivo diventò l'icona dell'abbondanza casereccia di forme prorompenti. Nei film seguenti come La signora della notte, L'iniziazione, Desiderando Giulia continuò a interpretare il ruolo che Brass le aveva cucito addosso, quello di donna sensuale, ironica e ambigua che si destreggia fra i numerosi amori e i molteplici tradimenti.
Nel 1987, anno molto prolifico per la sua carriera, ha lavorato con Dino Risi in Teresa, recitando accanto a Luca Barbareschi, con Sergio Corbucci in Roba da ricchi e Rimini Rimini, in cui fu affiancata in entrambi i casi da Paolo Villaggio, e nel ruolo di assoluta protagonista con Lamberto Bava nel thriller erotico Le foto di Gioia, dove ritrovò George Eastman, attore con cui aveva recitato in Antropophagus. In questo film canta anche il brano della colonna sonora scritta da Simon Boswell, che uscì in formato LP e picture disc. Nel 1990 recitò poi accanto ad Alberto Sordi nel film In nome del popolo sovrano, diretto da Luigi Magni.
In televisione interpretò diverse fiction e miniserie TV nel suo periodo di maggior successo, fra le quali Donna d'onore nel 1990, grazie alla quale vinse un Telegatto, Piazza di Spagna nel 1992, Il prezzo della vita nel 1995, Pazza famiglia, serie in due stagioni in onda tra il 1995 e il 1996, Anni '50, Ladri si nasce e Le ragazze di piazza di Spagna nel 1998.
Saltuariamente comunque tornava al cinema, come nel 1994 in cui recitò nel thriller Delitto passionale diretto da Flavio Mogherini in cui fu affiancata da Fabio Testi, nel 1995 fu la volta di La strana storia di Olga O di Antonio Bonifacio anch'esso di genere thriller, nel 1998 lavorò di nuovo con Tinto Brass in Monella e nello stesso anno fu diretta anche da Luciano Ligabue in Radiofreccia, in cui interpretava la madre del protagonista Freccia, interpretato da Stefano Accorsi.

### Anni 2000
Dopo qualche anno di silenzio dovuto anche alle sue vicende giudiziarie, nel 2004 partecipò come locandiera a Il ristorante, reality show di Rai 1 condotto da Antonella Clerici, in onda dal 21 dicembre 2004 fino all'8 febbraio del 2005, classificandosi al terzo posto. Nel 2006 esordì come scrittrice pubblicando il romanzo L'amante del federale, presentato alla stampa il 29 marzo a Roma.
A dieci anni di distanza dalla sua ultima apparizione cinematografica, ritornò sul grande schermo nel film del regista Pupi Avati Il papà di Giovanna, che venne presentato in concorso alla Mostra del cinema di Venezia. Sempre nel settembre 2008 fu nel cast della miniserie televisiva Una madre, trasmessa su Rai 1. Fu poi guest star del secondo episodio della serie televisiva di Sky Cinema 1 Quo vadis, baby?, ideata da Gabriele Salvatores e diretta da Guido Chiesa.

### Anni 2010
Nel 2010 tornò a lavorare con Pupi Avati, che la diresse nel film Una sconfinata giovinezza, in cui l'attrice interpretava un'affettuosa zia bolognese che cresceva il giovane nipote rimasto orfano; per sostenere questo ruolo, l'attrice dovette ingrassare e sottoporsi a un pesante trucco per essere invecchiata. Nel 2013, Serena Grandi tornò sul grande schermo con il film La grande bellezza, diretto da Paolo Sorrentino e con protagonista Toni Servillo, pellicola che il 2 marzo 2014 si aggiudicò l'Oscar al miglior film straniero.
Nel 2017 prese parte come concorrente alla seconda edizione del reality show di Canale 5 Grande Fratello VIP, condotto da Ilary Blasi, venendo eliminata alla terza puntata con il 51% dei voti. Nella primavera 2018 fu nel cast della seconda stagione della fiction di Canale 5 Furore, diretta da Alessio Inturri.

### Anni 2020
Nel 2021 torna a lavorare con Pupi Avati nel film Lei mi parla ancora e nel 2022 è nel cast di Al di là del mare di Carlo Alberto Biazzi insieme con Eros Pagni e Marco Iannone e in Uomini da marciapiede, al fianco di Francesco Pannofino. A dicembre 2022 esce in libreria il romanzo thriller L'uomo venuto dal Po, scritto insieme con Carlo Alberto Biazzi.
A novembre 2022 ha ricevuto il premio alla carriera al Rome Independent Film Festival durante la presentazione di Al di là del mare.

## Vita privata
Da giovane è stata fidanzata con Adriano Panatta. Dal 1987 al 1993 è stata sposata con l'arredatore e antiquario Beppe Ercole, passato poi a nuove nozze con Corinne Cléry dopo il divorzio. La coppia ha avuto un figlio, Edoardo Ercole, nato nel 1989.
Nel 2019, in occasione delle elezioni regionali in Emilia-Romagna, Serena Grandi si è dichiarata di destra, esternando la volontà di partecipare attivamente alla politica con la Lega ed esprimendo sostegno alla candidata leghista Lucia Borgonzoni.

## Procedimenti giudiziari
Nel 2003 fu arrestata risultando coinvolta in una vicenda di droga, accusata di detenzione e spaccio di cocaina, vicenda dalla quale uscì prosciolta dalla magistratura prima ancora dell'inizio del processo. Grandi ammise infatti che l'acquisto di stupefacenti in quantità minime era destinato a uso personale e in parte da usarsi in riunioni di gruppo. Nel 2011 è stata risarcita dallo Stato con 100 000 euro per l'ingiusta detenzione.
Nel settembre 2020 è stata condannata in primo grado a due anni e due mesi di reclusione per bancarotta fraudolenta a causa del fallimento del suo ristorante di Borgo San Giuliano a Rimini.

## Filmografia

### Cinema

Serena Grandi in Tranquille donne di campagna (1980)

Serena Grandi e Franco Branciaroli in Miranda (1985)

Serena Grandi in Desiderando Giulia (1986)

Serena Grandi in Teresa (1987)

Serena Grandi in Rimini Rimini (1987)

Paolo Villaggio e Serena Grandi in Roba da ricchi (1987)

- Mia moglie è una strega, regia di Castellano e Pipolo (1980) - cameo
- Tranquille donne di campagna, regia di Claudio Giorgi (1980)
- La compagna di viaggio, regia di Ferdinando Baldi (1980)
- Sono fotogenico, regia di Dino Risi (1980)
- Antropophagus, regia di Joe D'Amato (1980)
- Teste di quoio, regia di Giorgio Capitani (1981)
- Pierino colpisce ancora, regia di Marino Girolami (1982)
- Pierino la peste alla riscossa!, regia di Umberto Lenzi (1982)
- Malamore, regia di Eriprando Visconti (1982)
- Sturmtruppen 2 - Tutti al fronte, regia di Salvatore Samperi (1982)
- Tu mi turbi, regia di Roberto Benigni (1983)
- Acapulco, prima spiaggia... a sinistra, regia di Sergio Martino (1983)
- Un ragazzo e una ragazza, regia di Marco Risi (1984)
- Le avventure dell'incredibile Ercole, regia di Luigi Cozzi (1985)
- Miranda, regia di Tinto Brass (1985)
- Desiderando Giulia, regia di Andrea Barzini (1986)
- La signora della notte, regia di Piero Schivazappa (1986)
- Teresa, regia di Dino Risi (1987)
- Rimini Rimini, regia di Sergio Corbucci (1987)
- L'iniziazione, regia di Gianfranco Mingozzi (1987)
- Le foto di Gioia, regia di Lamberto Bava (1987)
- Roba da ricchi, regia di Sergio Corbucci (1987)
- L'insegnante di violoncello, regia di Lorenzo Onorati (1989)
- In nome del popolo sovrano, regia di Luigi Magni (1990)
- Per odio, per amore, regia di Nelo Risi (1991)
- Centro storico - Donne sottotetto, regia di Roberto Giannarelli (1992)
- Saint Tropez - Saint Tropez, regia di Castellano e Pipolo (1992)
- Graffiante desiderio, regia di Sergio Martino (1993)
- Delitto passionale, regia di Flavio Mogherini (1994)
- La strana storia di Olga O, regia di Antonio Bonifacio (1995)
- Gli inaffidabili, regia di Jerry Calà (1997)
- Monella, regia di Tinto Brass (1998)
- Radiofreccia, regia di Luciano Ligabue (1998)
- Il papà di Giovanna, regia di Pupi Avati (2008)
- Zoè, regia di Giuseppe Varlotta (2008)
- Dopo quella notte, regia di Giovanni Galletta (2010)
- Una sconfinata giovinezza, regia di Pupi Avati (2010)
- La grande bellezza, regia di Paolo Sorrentino (2013)
- My Italy, regia di Bruno Colella (2017)
- Due uomini, quattro donne e una mucca depressa (Como estrellas fugaces), regia di Anna Di Francisca (2017)
- Tutto liscio, regia di Igor Maltagliati (2019)
- Lei mi parla ancora, regia di Pupi Avati (2021)
- Al di là del mare, regia di Carlo Alberto Biazzi (2022)
- Uomini da marciapiede, regia di Francesco Albanese (2023)

### Televisione
- Sogni e bisogni – miniserie TV, episodio 1x07 (1984)
- Zanzibar – sitcom, episodio 1x41 (1988)
- Donna d'onore – miniserie TV (1990)
- Piazza di Spagna – miniserie TV (1992)
- Il prezzo della vita – film TV (1995)
- Pazza famiglia – film TV (1995)
- Ladri si nasce, regia di Pier Francesco Pingitore – film TV (1997)
- Le ragazze di piazza di Spagna – serie TV (1998)
- Anni '50 – miniserie TV (1998)
- Ladri si nasce – film TV (1998)
- Quo vadis, baby? – miniserie TV, episodio 1x02 (2008)
- Una madre – miniserie TV (2008)
- Furore – serie TV (2018)

### Cortometraggi
- Santallegria, regia di Maurizio Rigatti (2010)
- E.t.e.r.n.i.t., regia di Giovanni Aloi (2015)
- Preludio, regia di Stefania Rossella Grassi (2019)

## Teatro
- Celestina... gatta, gattina, di Dino Verde, Bruno Broccoli e Gustavo Verde, regia di Daniele D'Anza (1982)
- Voglia matta, regia di Attilio Corsini (1996)
- Molto rumore per nulla, di William Shakespeare, regia di Domenico Pantano (2017)

## Programmi televisivi
- Il cappello sulle ventitré (Rai 2, 1983-1984)
- Premiatissima (Canale 5, 1986)
- Paperissima Sprint (Italia 1, 1990)
- Il ristorante (Rai 1, 2004-2005) - concorrente
- Domenica Live (Canale 5, 2016-2021) - opinionista
- Pomeriggio Cinque (Canale 5, 2016-2025) - opinionista
- Grande Fratello VIP (Canale 5, 2017) - concorrente
- La volta buona (Rai 1, 2024-2025) - ospite ricorrente

## Doppiatrici
- Vittoria Febbi in Le avventure dell'incredibile Ercole, In nome del popolo sovrano, Donna d'onore
- Angiola Baggi in Teresa
- Anna Rita Pasanisi in Le ragazze di piazza di Spagna

## Opere letterarie
- Serena Grandi, L'amante del federale, Napoli, Tullio Pironti, 2006, ISBN 978-88-7937-363-0.
- Serena Grandi, Serena a tutti i costi, Bologna, Giraldi Editore, 2021, ISBN 978-88-6155-888-5.
- Serena Grandi e Carlo Alberto Biazzi, L'uomo venuto dal Po, Giraldi Editore, 2022, ISBN 978-88-6155-934-9.